# 赫默爾亨普斯特德 (英國國會選區)
赫默爾亨普斯特德（英語：Hemel Hempstead），英國國會一郡選區，包括英格蘭東部赫特福德郡代科勒姆一部。始設於1918年，1983年撤銷，1997年恢復。
本區恢復以前多數支持保守黨。恢復以來在2005年以前支持工黨，此後又再支持保守黨。2010年大選中邁克·潘寧以50.0%選票勝出該區連任成功。